# ハイポイント駅
ハイポイント駅（英語：High Point Station ）は、アメリカ合衆国ノースカロライナ州ハイポイント ウェスト・ハイ・アヴェニュー100にある駅。 全米各地を結ぶ旅客鉄道のアムトラックが乗り入れている。

## 概要
リチャードソンロマネスク建築様式で設計されたレンガと石造りの構造のハイポイント駅はハイポイントのダウンタウンにサザン鉄道の駅として1907年に建設された。軌道と道路の交差が他の多くの都市と同様に成長している自動車交通を妨げるようになった。1930年代後半、駅付近の線路の路盤を長さ約1.6キロ、深さ約10メートルほど切り下げる工事を施工した。駅部はモダンなコンクリート擁壁であった。そして、軌道を跨ぎ、軌道面に作られたホームまでの階段が施工された。

## 利用可能な鉄道路線／列車
アムトラックの停車する列車は下記の通り。
ニューヨークとニューオーリンズ間の夜行長距離列車クレセント号 …1日1往復停車
ニューヨークとシャーロット間の昼行長距離列車カロリニアン号 …1日1往復停車
ローリーとシャーロット間の昼行中距離列車ピードモント号 …1日2往復停車

## バス
当駅から乗車できるバスは以下の通り。
路線バス： ハイポイント・トランジット・システム (High Point Transit System)